# 超峰寺
22°31′N 120°12′E / 22.51°N 120.20°E

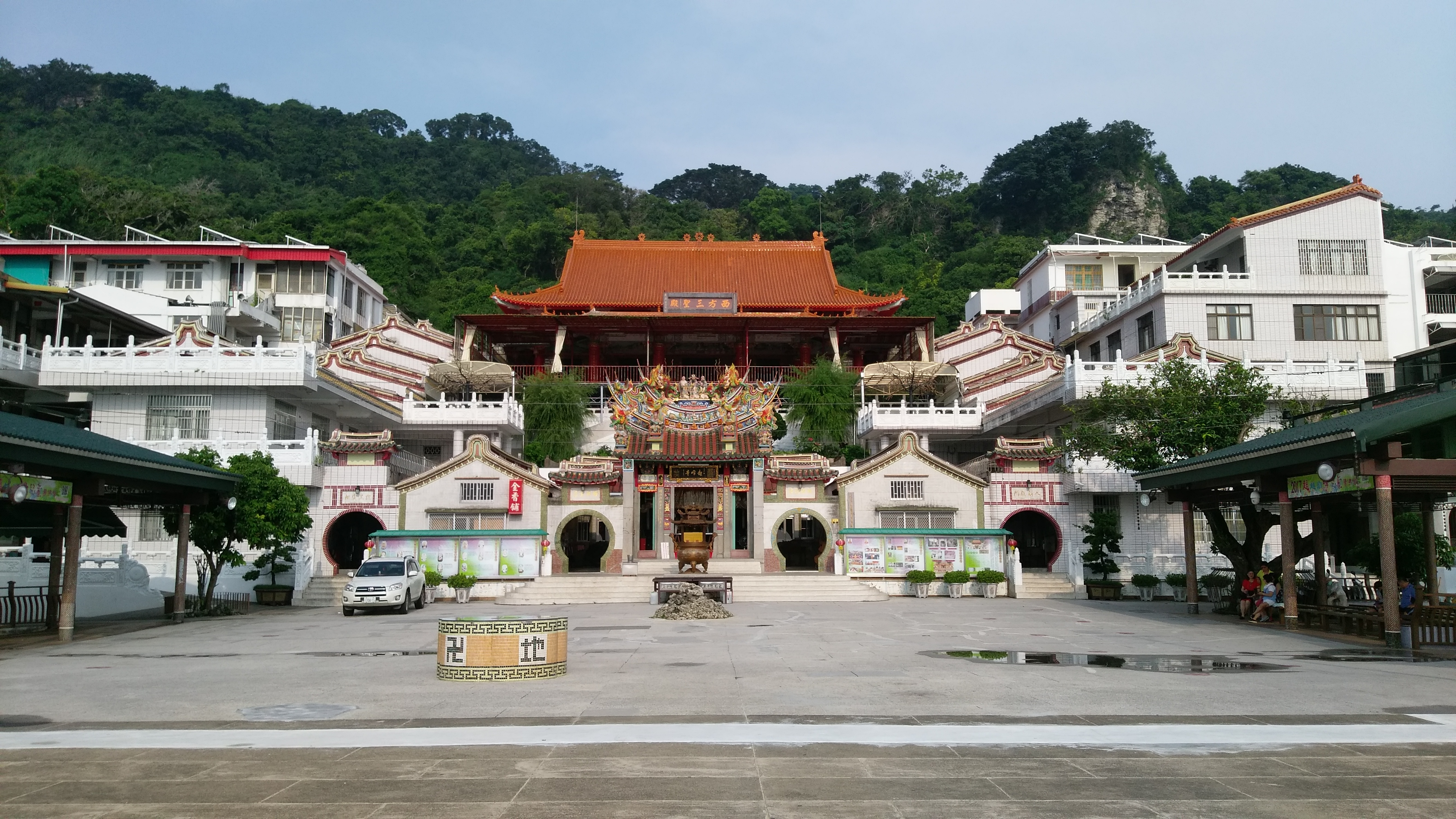
超峰寺觀音殿和西方三聖殿

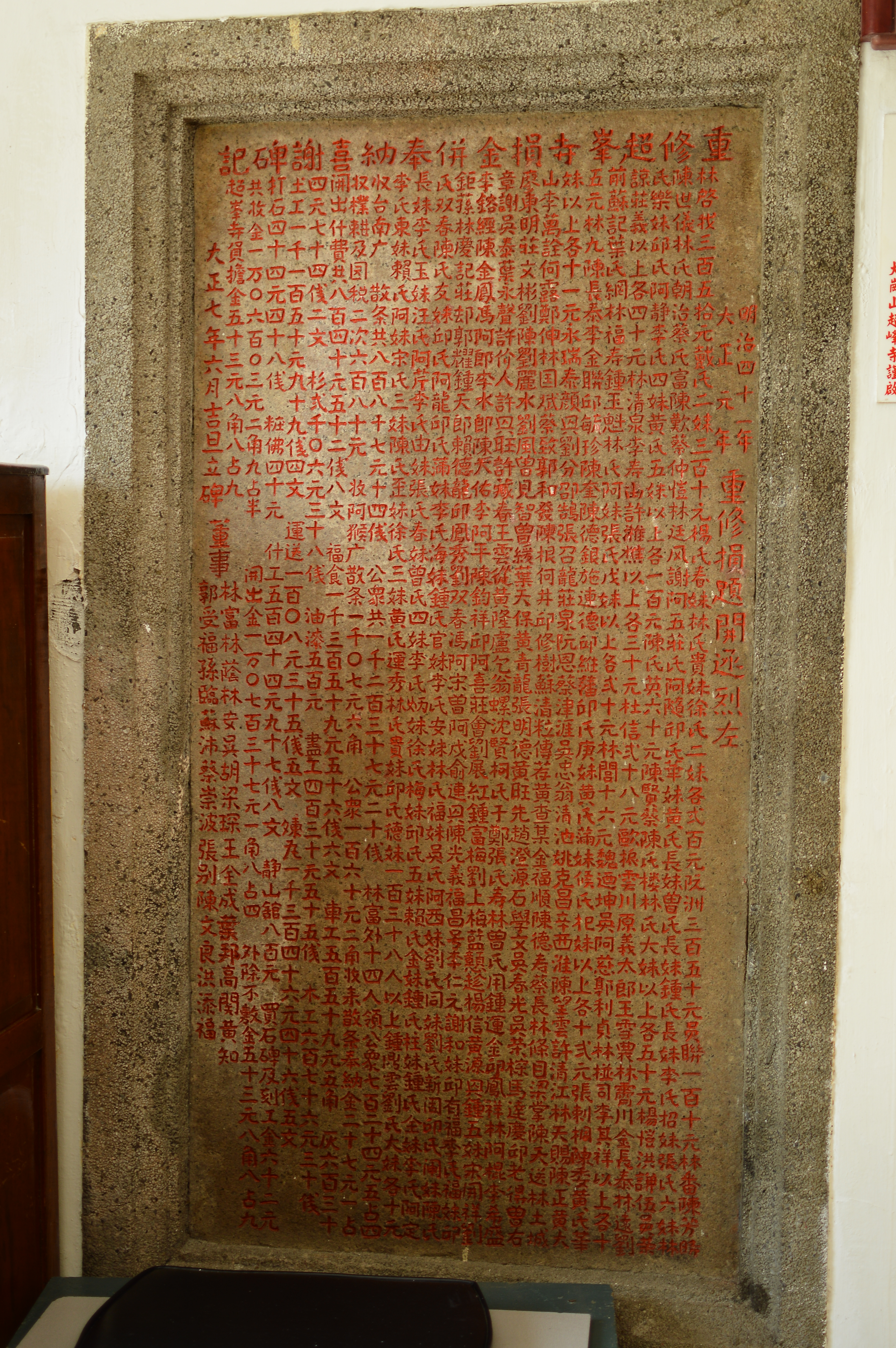
1918年超峰寺重修超峰寺捐金併奉納喜謝碑記

大崗山超峰寺，位於臺灣高雄市阿蓮區，是佛教名寺，主奉觀世音菩薩，另祀西方三聖、達摩祖師和地藏菩薩。

## 歷史

### 創建人
據說明鄭時期太僕沈光文曾在此念佛修禪，清雍正九年（1731年），紹光禪師在此建草庵奉佛。乾隆28年（1762年）時蔣允焄為臺灣知府，捐私財增修殿宇，命民人各自攜帶磚瓦上山，以表演「使飛瓦之術」，其實只是因為建材搬運不便，而巧飾其言。同治3年（1864年）臺南謝日新再度修繕，光緒6年(1880年)李建成勸募重建。

### 開山
日治明治39年（1905年）義敏老和尚攜徒永定和尚雲遊至超峰寺，不忍古剎殿宇頹微，指示永定和尚留下重修擴建超峰寺，勸募新建三寶殿，築龍湖庵，開大崗山派，時與基隆靈泉寺、五股凌雲寺、大湖法雲寺並稱臺灣四大名山。 大正13年（1924年）又建蓮花塔、父母塔及普通塔，昭和14年（1939年）永定師圓寂。昭和17年（1942年），日本政府將大崗山規劃為軍事要塞，令大崗山超峰寺及所屬的龍湖庵、蓮峰寺均疏開遷移下山至新超峰寺，存放經像法器。開參師亦與師兄開照師等僧眾一併下山。戰後，開照法師返回原地予以重建，原由浙江普陀山奉迎來臺的觀世音菩薩聖像則繼續供奉於新超峰寺內。

### 歷代住持
開山方丈　義敏老和尚（1875-1947）俗名周春木，生於清光緒元年1 月1 日，嘉義縣人。民國36年6月5日(農曆4月17日)坐化於新超峰寺，世壽73。
第一任住持　永定老和尚（1877-1939）俗名林蕃薯，生於清光緒3年，臺南廳西港堡塭仔內庄蚶寮人。昭和14年6月8日圓寂，世壽63。
第二任住持　開照老和尚（1888-1972）俗名林丁福，生於清光緒14年，屏東長治竹葉林人。於民國61年圓寂，僧臘70，世壽85。
第三任住持　開參老和尚（1893-1975）俗名吳諱石，生於清光緒19年10月10日，高雄縣阿蓮鄉崙子頂人。於民國64年圓寂，世壽83。
第四任住持　釋法智法師（1933-2003）俗名賴飛真，生於日治昭和8年，台南縣白河鎮新厝人。民國92年7月28日（農曆6月29日）深夜圓寂，僧臘63，戒臘48，世壽71。
第五任住持　釋天池法師（1970-）俗名鄭光原，生於民國59年，台南市人。台大化學研究所碩士、華梵大學東方人文思想研究所博士，34歲時接任住持，民國102年5月續任大高雄佛教會第22屆理事。

## 重要文化財
超峰寺惜字亭
惜字亭約建於民國37年至47年間，外觀為三層式六角形建築，無供奉神位，對聯置於亭身三面。惜字亭又稱「敬字亭」、「聖蹟亭」，乃客家先民專為焚燒字紙的小型建築物，目前全台僅存百餘座。 1942年（昭和17年），日本政府下令疏開禪寺，超峰寺唯一一任客家住持開照和尚，領部分出家師父到屏東內埔、麟洛等客家村落繼續修行，戰後有多名客家師父返回大崗山重建超峰寺，因此超峰寺客籍師父曾多達半數。
三寶佛塔（蓮花塔、父母塔及普同塔）
為僧尼納骨塔，建於1924年 。
觀音殿（正殿）
於戰後重建。

## 文物
古匾
- 慈雲廣覆：道光六年（1826年）。
- 慈濟生靈：光緒十年（1884年）。
- 神靈首出：光緒十一年（1885年）。

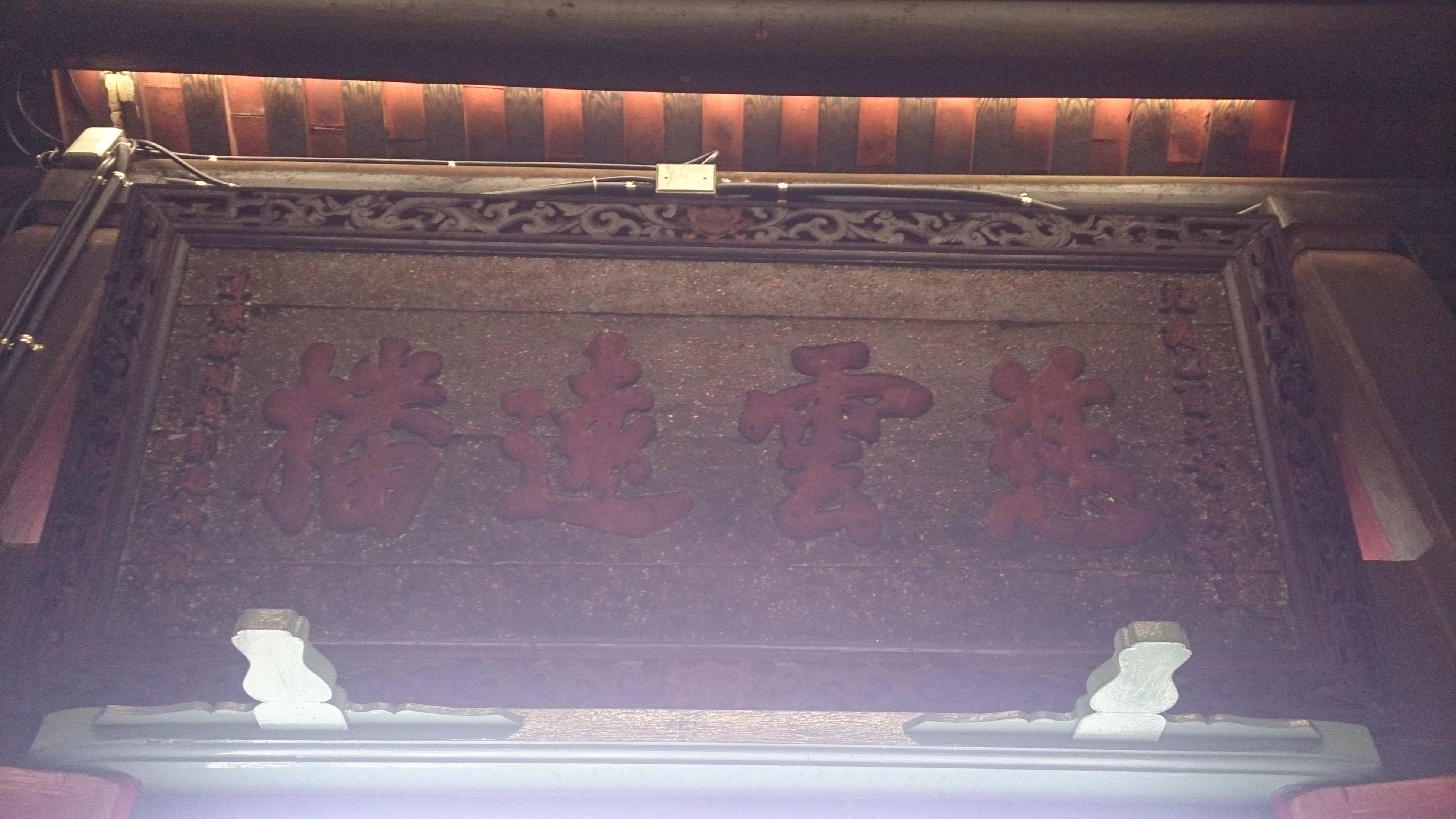
「慈雲遠播」匾

- 慈雲遠播：光緒十一年（1885年）道標都閫府鄭超英敬獻。
- 振海潮音：乾隆三十七年（1772年）章紳敬獻。

觀音佛祖銅鐘：光緒十四年（1888年）。
石柱：光緒六年（1880年）。
晨鐘龍榕松石碑：光緒十年（1884年）。
超峰寺重修超峰寺捐金併奉納喜謝碑記：大正七年（1918年）。

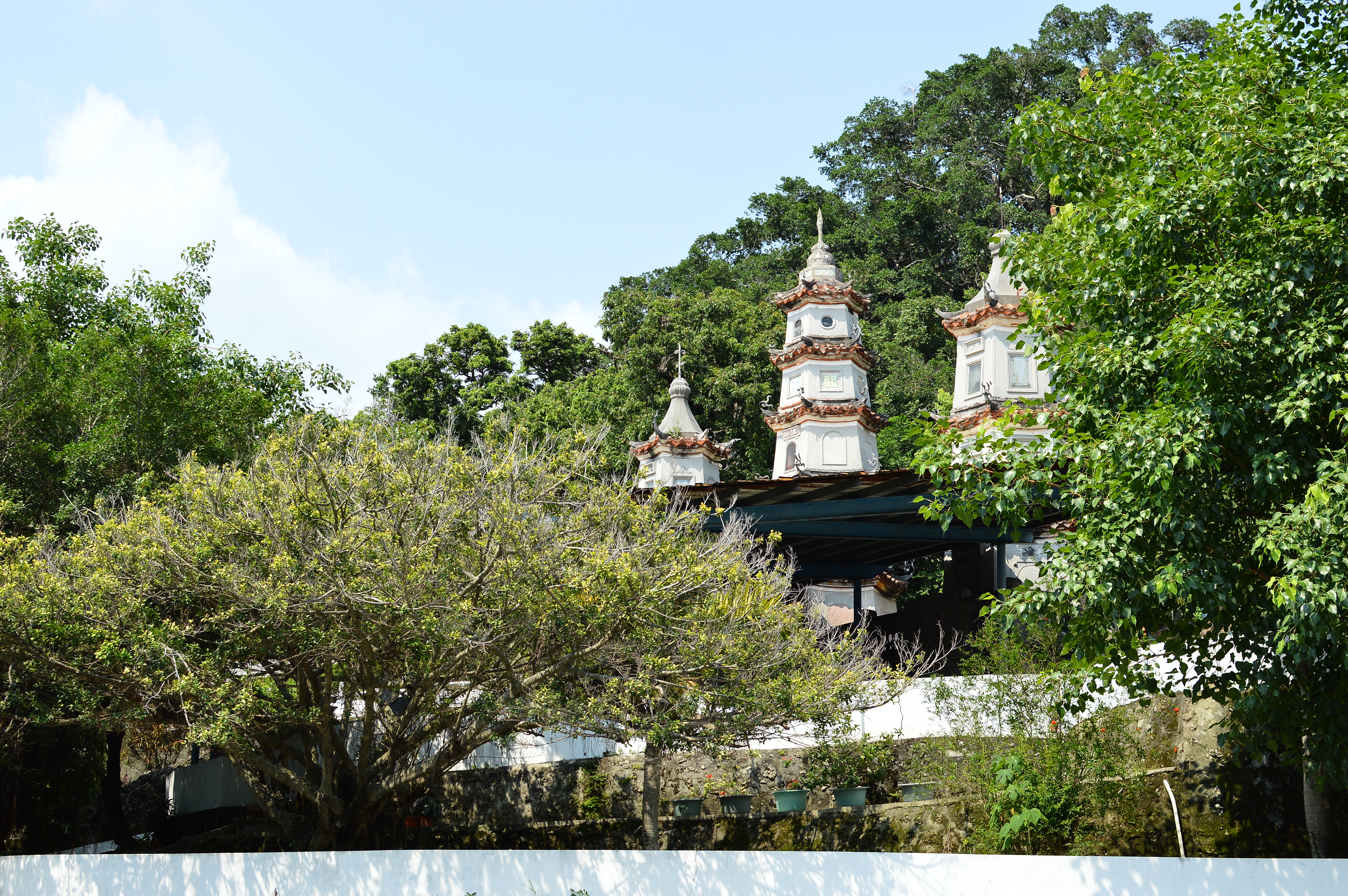
三寶佛塔
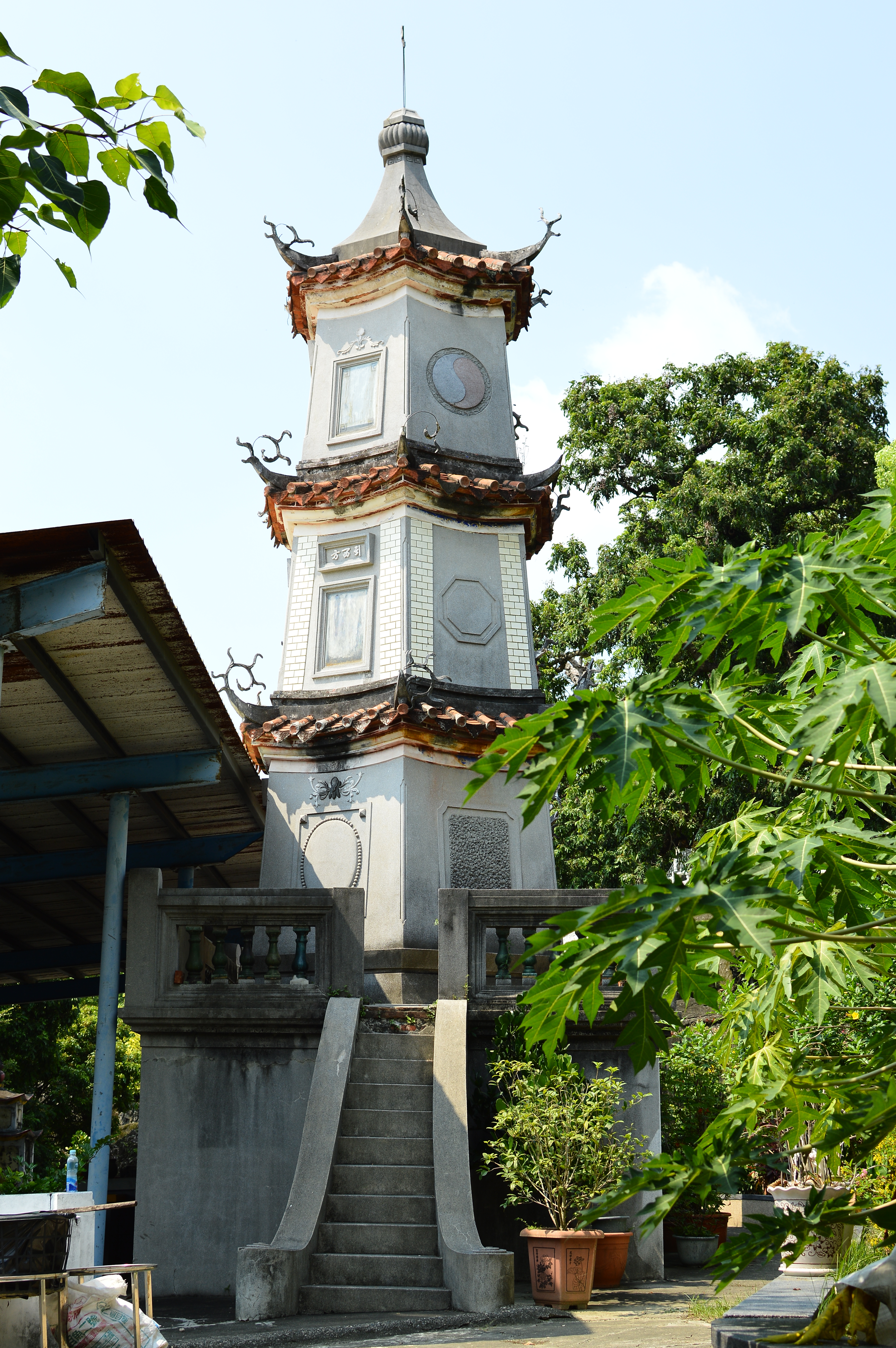
三寶佛塔
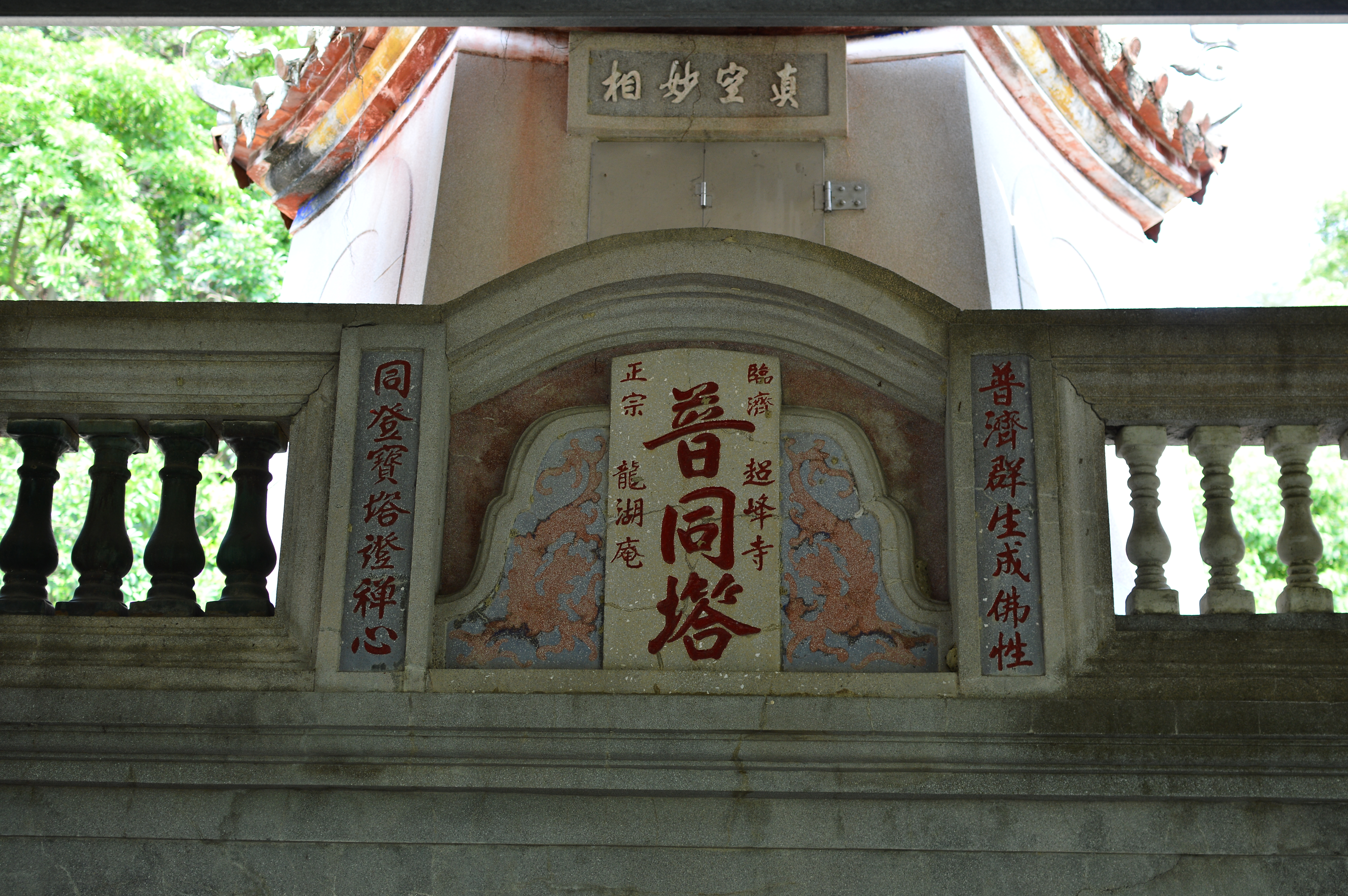
三寶佛塔
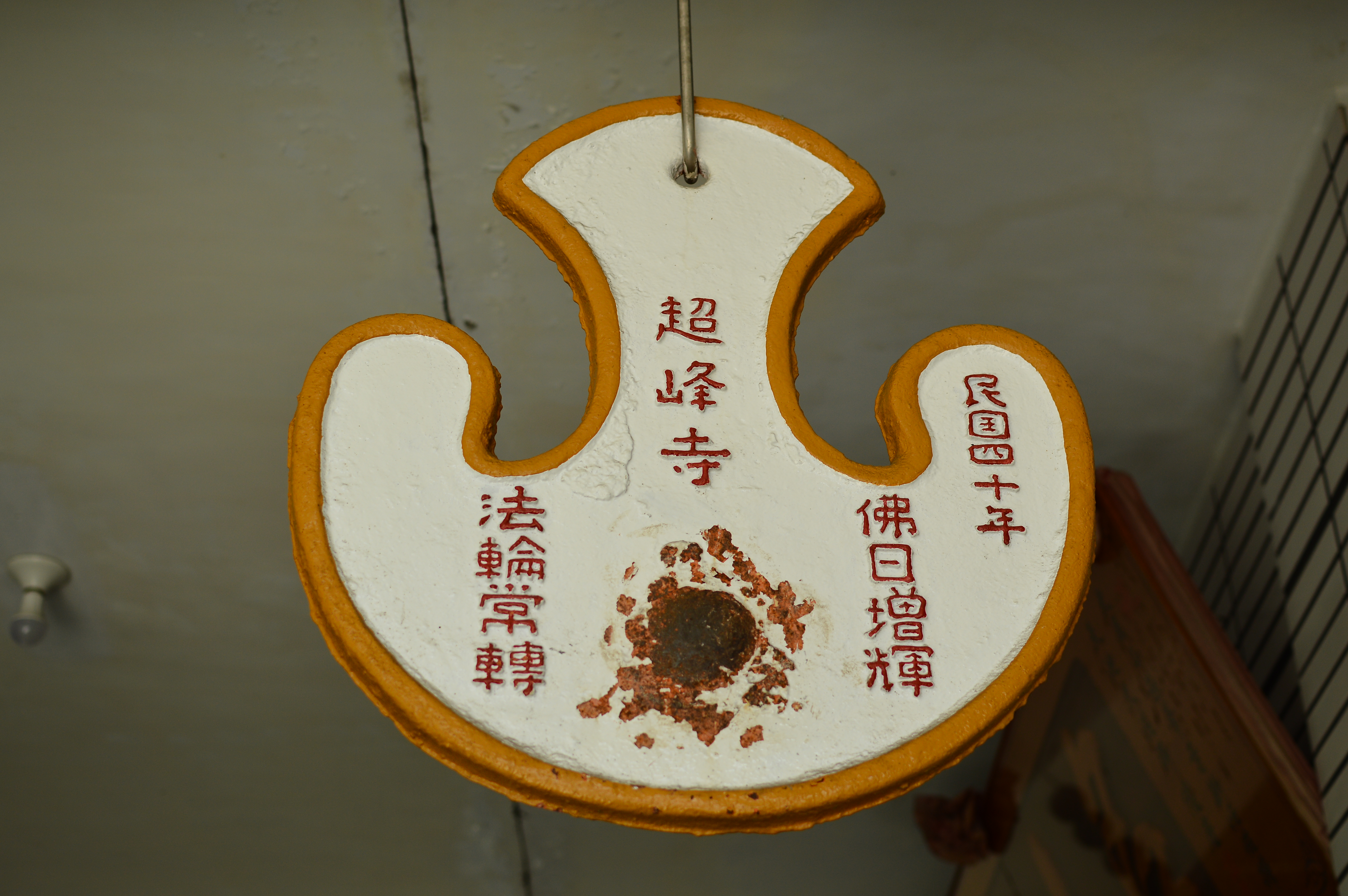
雲板
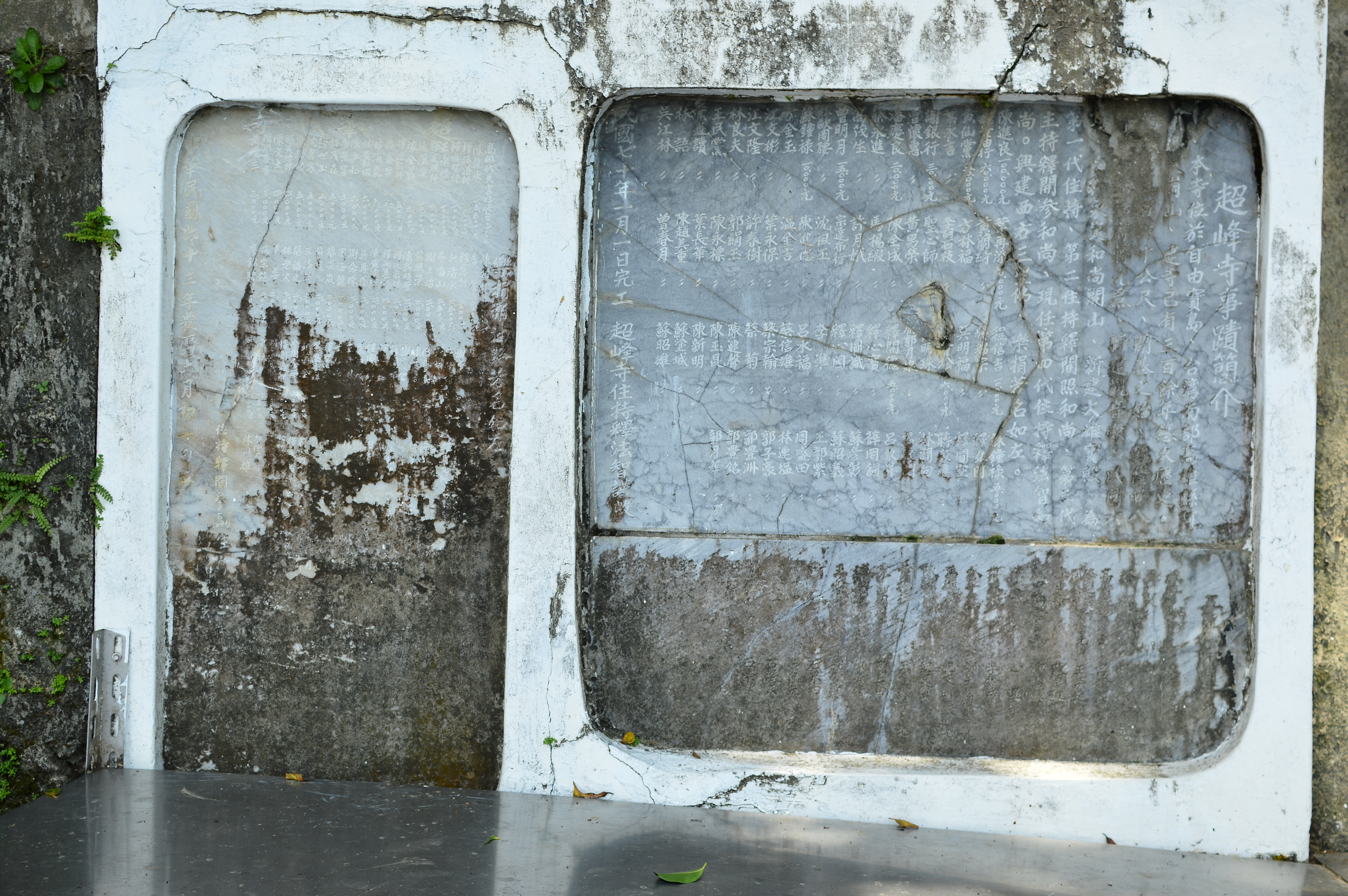
樂捐柏油路芳名碑
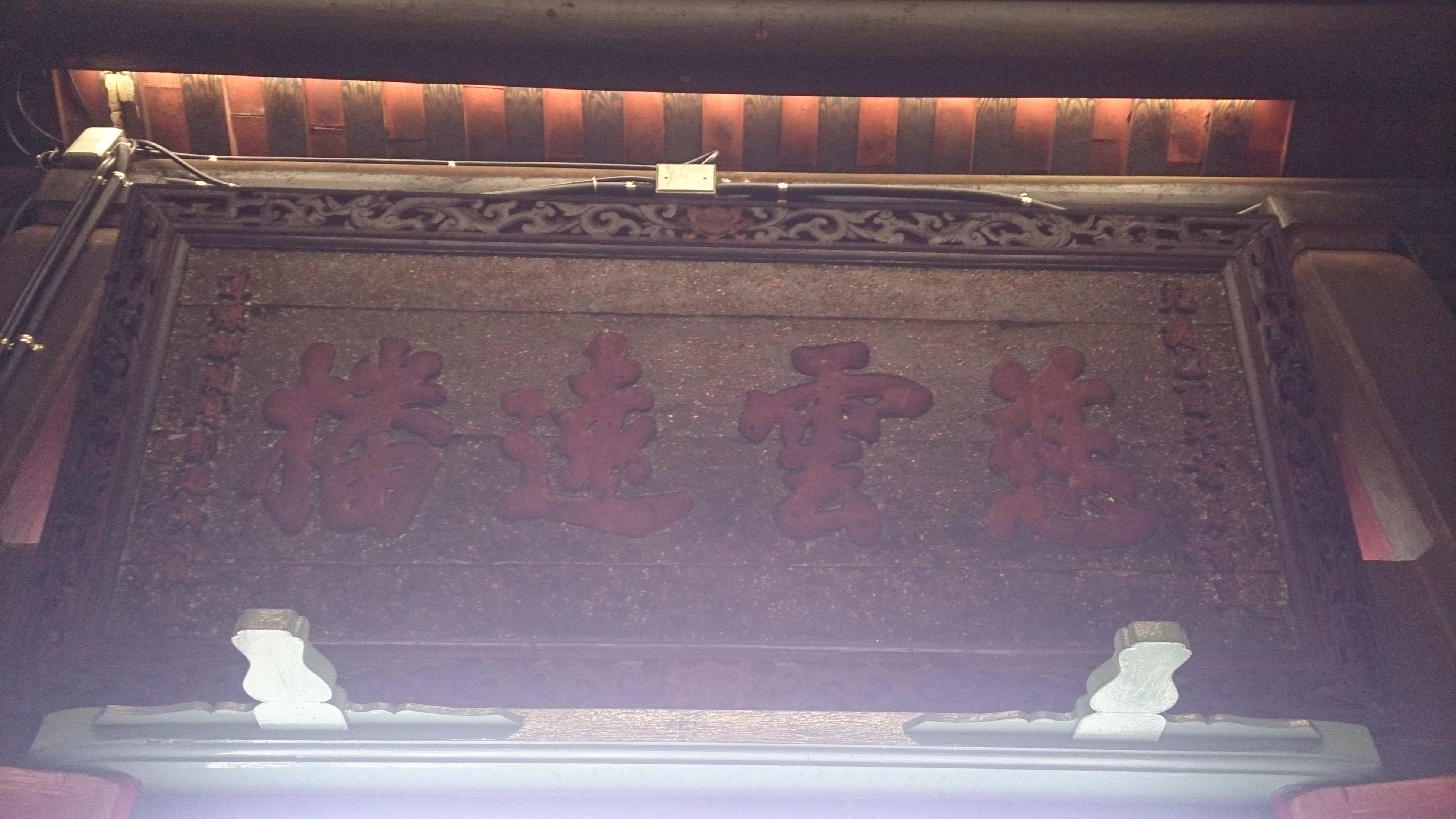
「慈雲遠播」匾

## 外部連結
- 大崗山超峰寺
- 高雄市阿蓮區公所 - 大崗山風景區 （页面存档备份，存于）
- 超峰寺 減壓放鬆來這兒準沒錯！觀星飲茶，一覽大崗山雲霧繚繞之美 （页面存档备份，存于）.微笑台灣.2013-01-30
- 超峰寺 - 高雄旅遊網 （页面存档备份，存于）